# Јелена Аранђеловић
Јелена Аранђеловић (Београд, 1979) је српска сликарка.

## Биографија
Рођена је 1979. године у Београду. Дипломирала је сликарство 2003. и магистрирала 2008. на Факултету ликовних уметности Универзитета уметности у Београду у класи професора Јована Сивичког. Похађала је Националну школу лепих уметности 2004—2005. и уметничку школу у Паризу 2006—2007. Добитница је стипендије Краљевине Норвешке 2002, Француског културног центра 2004. и Министарства Републике Србије. Члан је Удружења ликовних уметника Србије од 2003, а статус самосталног уметника има од 2006. године. Учествовала на многобројним самосталним и колективним изложбама и фестивалима у земљи и иностранству. До сада је имала двадесет самосталних изложби. Године 2023. је њена изложба „Већ виђено” одржана у галерији „Степениште” у Београду. Мотиви њених радова су човек и околина, унутрашње и спољашње, ред и хаос.